# Sparkasse Bad Oeynhausen - Porta Westfalica
Die Sparkasse Bad Oeynhausen - Porta Westfalica, Zweckverbandssparkasse der Städte Bad Oeynhausen und Porta Westfalica ist eine öffentlich-rechtliche Sparkasse in der ostwestfälischen Stadt Bad Oeynhausen, Nordrhein-Westfalen. In ihrem Geschäftsgebiet, das die Städte Bad Oeynhausen und Porta Westfalica umfasst, unterhält sie Filialen, SB-Filialen sowie Beratungszentren für Immobilien, Vermögensmanagement und Versicherungen. Trägerin der Sparkasse ist ein Zweckverband.

## Organe
Als Anstalt des öffentlichen Rechts unterliegt die Sparkasse Bad Oeynhausen - Porta Westfalica dem Sparkassengesetz NRW. Die zuständige Aufsichtsbehörde ist die Bundesanstalt für Finanzdienstleistungsaufsicht (BaFin) mit Sitz in Bonn und Frankfurt/Main. Der zuständige Sparkassenverband ist der Sparkassenverband Westfalen-Lippe mit Sitz in Münster. Hierüber ist die Sparkasse dem Deutschen Sparkassen- und Giroverband e.V., Berlin und Bonn, angeschlossen. Die Sparkasse ist Mitglied im bundesweiten Haftungsverbund der Sparkassen-Finanzgruppe. Die Organe der Sparkasse sind der Verwaltungsrat und der Vorstand.

## Geschäftszahlen
Die Sparkasse Bad Oeynhausen - Porta Westfalica wies im Geschäftsjahr 2023 eine Bilanzsumme von 1,573 Mrd. Euro aus und verfügte über Kundeneinlagen von 1,219 Mrd. Euro. Gemäß der Sparkassenrangliste 2023 liegt sie nach Bilanzsumme auf Rang 274. Sie unterhält 16 Filialen/Selbstbedienungsstandorte und beschäftigt 212 Mitarbeiter.

## Geschichte
Am 1. Januar 1860 wurde die Stadt Oeynhausen selbstständig, und im März 1862 nahm die Sparkasse ihren Geschäftsbetrieb auf. Die Stadtverordneten hatten den Entschluss dafür in ihrer ersten Sitzung im März 1860 gefasst. Als erster Rendant wurde Gustav Krutmeyer sen. gewählt. Er stellte in seinem Privathaus in der Mindener Straße 16 – später wurde die Gaststätte „Zum Krug“ daraus – ein Zimmer als Geschäftsraum zur Verfügung. Zum Jahresende 1862 waren 18.048 Taler und 15 Silbergroschen eingezahlt, 17.755 Taler und zehn Silbergroschen ausgeliehen worden.
Zu Beginn der 1880er Jahre führten 2.387 Sparer ihr Konto bei der Sparkasse. Damit war der ursprüngliche Ein-Mann-Betrieb nicht mehr möglich und die Statuten wurden überarbeitet. Theodor Kleemann wurde Rendant und verlegte die Sparkasse in sein Privathaus in der Sielstraße 4. Der erste Mitarbeiter wurde eingestellt, die Sparkasse täglich geöffnet.
Das Wachstum, ein größerer Kundenkreis und die Aufnahme neuer Geschäftszweige gaben den Anlass zum Bau des ersten eigenen Sparkassengebäudes. 1914 wurde es an der Bahnhofstraße, Ecke Charlottenstraße – der heutigen Dr.-Neuhäußer-Straße – eingeweiht. Noch heute befindet sich an dieser Stelle die Zentrale der Sparkasse Bad Oeynhausen - Porta Westfalica. Alle anderen vier Geschäftsstellen, waren bis zu diesem Zeitpunkt in den Häusern der jeweiligen Rendanten. 1927 wurde die erste Zweigstelle in der Schulstraße 27 eingerichtet. 1930 kam die zweite in der Mindener Straße 16 hinzu.
Die Vereinigung der Städtischen Sparkasse Bad Oeynhausen und der Amtssparkasse Rehme zur „Sparkasse der Stadt Bad Oeynhausen und des Amtes Rehme“ erfolgte im Jahr 1935. Nach mehreren kriegsbedingten Umzügen und Ende der Besatzungszeit im Oktober 1955 zog die Sparkasse ein knappes Jahr später in ihre Hauptstelle in die Bahnhofstraße zurück. Dort wurde 1969 die EDV und das „eurocheque-System“ eingeführt. 1970 folgte die Novellierung des Sparkassenrechts. Die Sparkasse erhielt die Personalhoheit, Vorstände waren keine Beamten mehr, sondern wurden auf fünf Jahre gewählt.
Zum 1. Januar 1973 vereinigte die kommunale Gebietsreform die Stadt Bad Oeynhausen mit dem Amt Rehme zur neuen „Stadt Bad Oeynhausen“. Der Zweckverband „Sparkasse“ wurde aufgelöst, fortan gab es nur noch die „Stadtsparkasse“. 1980 wurde der erste Geldautomat in Bad Oeynhausen aufgestellt. 1999 ging die Stadtsparkasse online. Als Beitrag zur Belebung der Innenstadt wurde im gleichen Jahr auch das Einkaufs- und Bürozentrum Lenné-Karree eingeweiht.
Zum 1. Januar 2018 fusionierten die Stadtsparkasse Bad Oeynhausen und die Stadtsparkasse Porta Westfalica zur Sparkasse Bad Oeynhausen - Porta Westfalica, Zweckverbandssparkasse der Städte Bad Oeynhausen und Porta Westfalica.